# Объединение за культуру и демократию
«Объединение за культуру и демократию» (Amazigh: Agraw i Yidles d Tugdut; араб. التجمع من أجل الثقافة والديمقراطية‎; фр. Rassemblement pour la Culture et la Démocratie RCD) — леволиберальная политическая партия в Алжире. Её основной опорой является беребероговорящий регион Кабилия
Основателем партии является Саид Сади, который был кандидатом в президенты в 1995 году и получил поддержку 9,3% голосов избирателей. В 1997 году партия получила 19 из 390 мест в Национальной народной ассамблее. Партия бойкотировала парламентские выборы в 2002 году. Саид Сади вновь участвовал в президентских выборах 2004 года, набрав 1,9% голосов. Партия приняла участие в парламентских выборах 2007 года, набрав 3,36% голосов и получив 19 мест в нижней палате парламента.

## Региональная поддержка
На парламентских выборах 2007 года, поддержка «Объединения за культуру и демократию» была выше чем в среднем по стране (3,36 %) в следующих регионах:
- Тизи-Узу (провинция) 34,28 %
- Беджая (провинция) 17,51 %
- Буира (провинция) 9,09 %
- Алжир (провинция) 8,58 %
- Иллизи (провинция) 7,31 %
- Хаммадид Провинции 6,89 %
- Джельфа (провинция) 4,83 %
- Бумердес (провинция) 4,55 %
- Саида (провинция) 4,30 %
- Сетиф (провинция) 4,25 %
- Айн-Дефла (провинция) 3,43 %